# Karl Geyer
Karl Geyer (Vienna, 24 marzo 1899 – 21 febbraio 1998) è stato un allenatore di calcio e calciatore austriaco, di ruolo difensore.

## Carriera

### Giocatore

#### Club
Geyer giocò con le maglie di Wiener AC e Austria Vienna.

#### Nazionale
Totalizzò 17 partite per l'Austria.

### Allenatore
Terminata l'attività agonistica, diventò allenatore. Cominciò al Wiener AC, per poi guidare Donau e Wacker Vienna. Fu poi scelto per allenare il Brann, prima di tornare in patria per essere il tecnico dell'Austria Vienna. Dal 1955 al 1956, fu commissario tecnico della Nazionale austriaca.

## Palmarès

### Giocatore

#### Competizioni nazionali
- Campionato austriaco: 2

Austria Vienna: 1923-1924, 1925-1926
- Coppa d'Austria: 4

Austria Vienna: 1920-1921, 1923-1924, 1924-1925, 1925-1926